# Scott Wilson (Jurist)

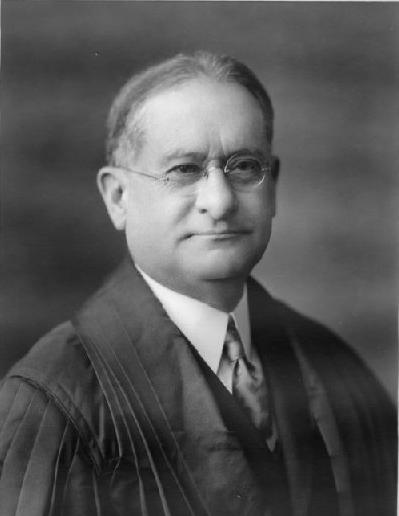
Scott Wilson

Scott Wilson (* 11. Januar 1870 in Falmouth, Maine; † 22. Oktober 1942 in Portland, Maine) war ein US-amerikanischer Jurist und Politiker, der von 1913 bis 1914 Maine Attorney General war und Richter am Maine Supreme Judicial Court.

## Leben
Scott Wilson wurde als Sohn von Nathaniel Barker Wilson und Loemma Pearson Leighton in Falmouth geboren. Er besuchte das Greeley Institute in Cumberland und an der Nichols Lathin School in Lewiston bereitete er sich aufs College vor. Das Bates College schloss er im Jahr 1892 ab. Zunächst arbeitete er als Lehrer, studierte jedoch neben dem Beruf Rechtswissenschaften. Er machte seinen Abschluss an der University of Pennsylvania und erhielt im Jahr 1895 die Zulassung als Anwalt.
Als Anwalt arbeitete er in Portland und nach fünf Jahren gründete er gemeinsam mit seinem Schwager Eugene L. Bodge eine eigene Kanzlei.  In den Jahren 1901 und 1902 war er Assistent County Attorney des Cumberland Countys. Er war City Solicitor von Deering im Jahr 1988 und von 1903 bis 1905 City Solicitor von Portland. Als Mitglied der Republikanischen Partei wurde er im Jahr 1913 zum Maine Attorney General gewählt, dieses Amt hatte er bis 1915 inne.
Wilson wurde im Jahr 1918 zum Richter am Maine Supreme Judicial Court ernannt. Im Jahr 1925 dann zum Chief Justice ernannt. Diese Position hatte er bis 1929 inne. Durch Herbert Hoover wurde er am 9. September 1929 an den United States Court of Appeals for the First Circuit berufen. Die Berufung wurde am 2. Oktober 1929 durch den Senat der Vereinigten Staaten bestätigt. An diesem Gericht war er bis zu seinem Tode tätig.
Scott Wilson heiratete im Jahr 1895 Elizabeth M. Bodge. Sie hatten einen Sohn. Er starb am 22. Oktober 1942 in Portland, Maine. Sein Grab befindet sich auf dem Evergreen Cemetery in Portland.